# Kochanie, poznaj moich kumpli
Kochanie, poznaj moich kumpli (ang. A Few Best Men) – australijska komedia z 2011 roku.

## Opis fabuły
Pochodzący z Londynu David (Xavier Samuel) podczas wakacji w Australii z wzajemnością zakochał się w pięknej Mii (Laura Brent). Szybki i piękny ślub pary ma odbyć się w kraju panny młodej. Plan przygotowań i uroczystości bierze jednak w łeb, gdy pojawiają się przyjaciele pana młodego: Tom, Graham i Luke, którzy mają być jego drużbami. Niemal pierwsze kroki po opuszczeniu lotniska mężczyźni kierują do handlarza narkotyków, któremu jeden z nich przypadkowo kradnie torbę z narkotykami i bronią. Wkrótce pistolet zostaje użyty. Gdy baron Ramsey, pupil ojca panny młodej, pada ogłuszony, a matka Mii wiruje na żyrandolu po zażyciu narkotyku od drużbów, szalonej karuzeli zdarzeń już nie da się zatrzymać.

## Obsada
- Olivia Newton-John jako Barbara Ramme
- Rebel Wilson jako Daphne
- Laura Brent jako Mia
- Xavier Samuel jako David
- Elizabeth Debicki jako Maureen
- Charlotte Krinks jako druhna
- Margaux Harris jako druhna
- Tim Draxl jako Luke
- Kevin Bishop jako Graham
- Kris Marshall jako Tom